# Alex Hartridge
Alex Hartridge (sinh ngày 9 tháng 3 năm 1999) là một cầu thủ bóng đá người Anh thi đấu cho Exeter City, ở vị trí hậu vệ.

## Sự nghiệp câu lạc bộ
Sinh ra ở Torquay, Hartridge bắt đầu sự nghiệp cùng với Exeter City, lên thi đấu chuyên nghiệp vào tháng 4 năm 2017. Anh có 5 lần thi đấu theo dạng cho mượn tại Truro City.
Anh có màn ra mắt cho Exeter City vào ngày 28 tháng 11 năm 2017, ở EFL Cup. Anh có màn ra mắt Football League ngày 29 tháng 12 năm 2018.

## Thống kê sự nghiệp
Tính đến 27 tháng 2 năm 2019
| Câu lạc bộ          | Mùa giải            | Giải vô địch | Giải vô địch | Cúp FA | Cúp FA | Cúp Liên đoàn | Cúp Liên đoàn | Khác | Khác | Tổng | Tổng |
| Câu lạc bộ          | Mùa giải            | Trận         | Bàn          | Trận   | Bàn    | Trận          | Bàn           | Trận | Bàn  | Trận | Bàn  |
| ------------------- | ------------------- | ------------ | ------------ | ------ | ------ | ------------- | ------------- | ---- | ---- | ---- | ---- |
| Exeter City         | 2016–17             | 0            | 0            | 0      | 0      | 0             | 0             | 0    | 0    | 0    | 0    |
| Exeter City         | 2017–18             | 0            | 0            | 0      | 0      | 0             | 0             | 1    | 0    | 1    | 0    |
| Exeter City         | 2018–19             | 2            | 0            | 0      | 0      | 0             | 0             | 0    | 0    | 2    | 0    |
| Exeter City         | Tổng cộng           | 2            | 0            | 0      | 0      | 0             | 0             | 1    | 0    | 3    | 0    |
| Truro City (mượn)   | 2016–17             | 9            | 0            | 0      | 0      | 0             | 0             | 0    | 0    | 9    | 0    |
| Truro City (mượn)   | 2017–18             | 24           | 1            | 1      | 0      | 0             | 0             | 1    | 0    | 26   | 1    |
| Truro City (mượn)   | 2018–19             | 10           | 0            | 0      | 0      | 0             | 0             | 0    | 0    | 10   | 0    |
| Tổng cộng sự nghiệp | Tổng cộng sự nghiệp | 45           | 0            | 1      | 0      | 0             | 0             | 2    | 0    | 48   | 0    |

1. ↑  Số lần ra sân ở Football League Trophy.
2. ↑  Số lần ra sân ở FA Trophy.